# Guilherme II de Württemberg
Guilherme II (Guilherme Carlos Paulo Henrique Frederico; em alemão:  Wilhelm Karl Paul Heinrich Friedrich; Estugarda, 25 de fevereiro de 1848 – Bebenhausen, 2 de outubro de 1921) foi o último Rei de Württemberg de 1891 até sua abdicação e abolição do reino em 1918, no final da Primeira Guerra Mundial. Era filho do príncipe Frederico de Württemberg e sua esposa a princesa Catarina de Württemberg, filha do rei Guilherme I. Ele também foi o último monarca alemão a ser deposto na Revolução Alemã.

## Família
Guilherme era filho do príncipe Frederico de Württemberg e da princesa Catarina Frederica de Württemberg, filha do rei Guilherme I de Württemberg. Foi criado como herdeiro de seu tio Carlos I ao trono de Württemberg, tendo em vista a notória esterilidade do casal real.
Estudou Direito em Tubinga e Gotinga e ingressou no exército prussiano em Potsdam. Com a deterioração da saúde de Oscar I, Guilherme passou a representá-lo oficialmente até a sua morte, em 1891.

## Casamento e filhos
Casou-se em 1877, com a princesa Maria de Waldeck e Pyrmont, o casal teve três filhos:
- Paulina de Württemberg (19 de dezembro de 1877 - 7 de maio de 1965), casada com o príncipe Guilherme Frederico de Wied; com descendência.
- Ulrich de Württemberg (28 de julho de 1880 - 28 de dezembro de 1880), morreu aos cinco meses de idade.
- uma criança natimorta (24 de abril de 1882)

A morte do único herdeiro varão, aos cinco meses de idade, foi um duro golpe para o casal. Em 1882, o príncipe sofre um novo golpe: a princesa Maria morre logo após dar à luz uma criança natimorta.
Guilherme voltou a casar-se em 1886, com a princesa Carlota de Schaumburgo-Lipa. O casamento não gerou filhos e, em 1890, o duque Alberto de Württemberg, membro de uma linha católica secundária da Casa de Württemberg, foi reconhecido oficialmente como futuro herdeiro de Guilherme.

## Câmara dos Lordes
Como príncipe da casa real, Guilherme tomou assento em 1870 na Kammer der Standesherren ("Câmara dos Lordes"). Embora tenha sido pouco assíduo às sessões legislativas, o príncipe herdeiro ocupou esse posto até 1891.

## Rei

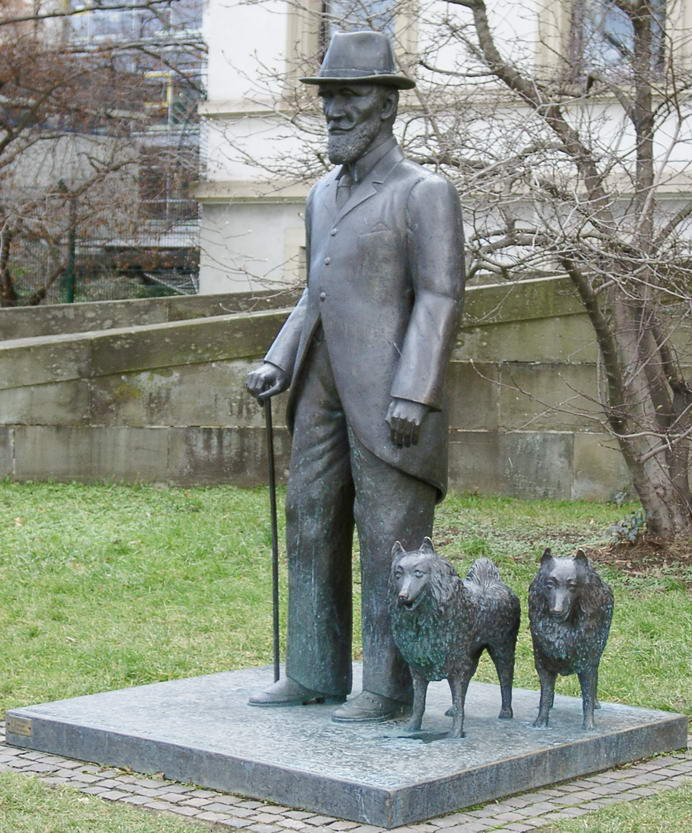
Guilherme II; monumento em Stuttgart em frente ao Wilhelmspalais - 1991 por Hermann-Christian Zimmerle.

Assume o trono de Württemberg, como "Guilherme II" em 6 de outubro de 1891, com a morte de Carlos I. Já nessa época o reino era área de influência do Império Alemão e o novo rei teve seus poderes bastante reduzidos.
Guilherme II tinha hábitos simples, que o aproximava mais de um burguês do que de um membro da realeza. Passeava com seus cães a pé por Stuttgart, sem qualquer tipo de proteção ou escolta. Era bastante querido pela população que o saudava em seus passeios diários como Herr König ("Senhor Rei").
Em 1918, com o término da Primeira Guerra Mundial (onde ocupou a patente de Marechal), Guilherme II foi deposto juntamente com outros monarcas de tronos europeus.
Abdicou em 30 de novembro de 1918 e assumiu o título de Duque de Württemberg. Desde então passou a viver com sua esposa no Castelo de Bebenhausen.

### Morte
O último rei de Württemberg morreu em 2 de outubro de 1921, em Bebenhausen. Por sua vontade expressa foi sepultado ao lado de sua primeira esposa e de seu filho Ulrich, em Stuttgart.

## Genealogia
| Guilherme II de Württemberg | Pai: Frederico de Württemberg          | Avô paterno: Paulo de Württemberg           | Bisavô paterno: Frederico I de Württemberg               |
| Guilherme II de Württemberg | Pai: Frederico de Württemberg          | Avô paterno: Paulo de Württemberg           | Bisavó paterna: Augusta de Brunswick-Wolfenbüttel        |
| Guilherme II de Württemberg | Pai: Frederico de Württemberg          | Avó paterna: Carlota de Saxe-Hildburghausen | Bisavô paterno: Frederico de Saxe-Altemburgo             |
| Guilherme II de Württemberg | Pai: Frederico de Württemberg          | Avó paterna: Carlota de Saxe-Hildburghausen | Bisavó paterna: Carlota Jorgina de Mecklemburgo-Strelitz |
| Guilherme II de Württemberg | Mãe: Catarina Frederica de Württemberg | Avô materno: Guilherme I de Württemberg     | Bisavô materno: Frederico I de Württemberg               |
| Guilherme II de Württemberg | Mãe: Catarina Frederica de Württemberg | Avô materno: Guilherme I de Württemberg     | Bisavó materna: Augusta de Brunswick-Wolfenbüttel        |
| Guilherme II de Württemberg | Mãe: Catarina Frederica de Württemberg | Avó materna: Paulina Teresa de Württemberg  | Bisavô materno: Luís de Württemberg                      |
| Guilherme II de Württemberg | Mãe: Catarina Frederica de Württemberg | Avó materna: Paulina Teresa de Württemberg  | Bisavó materna: Henriqueta de Nassau-Weilburg            |

- Este artigo foi inicialmente traduzido, total ou parcialmente, do artigo da Wikipédia em alemão cujo título é «Wilhelm II. (Württemberg)», especificamente desta versão.